# Thomas Preston (écrivain)
Thomas Preston (1537 - 1er juin 1598) a été un maître de Trinity Hall de l'université de Cambridge, et aussi un dramaturge anglais de la période élisabéthaine.

## Biographie
Preston est né en 1537 à Simpson, un petit village du Buckinghamshire, inclus maintenant dans Milton Keynes. Il suit sa scolarité à Eton et à King's College de Cambridge, où il est admis comme boursier le 16 août 1553, et membre le 18 septembre 1556. Il obtient son B.A. (Bachelor of Arts) en 1557, et son M.A. (Master of Arts) en 1561. Quand Élisabeth Ire visite Cambridge en août 1564, il gagne la faveur de la reine en jouant de façon admirable dans la tragédie Dido, et en débattant avec élégance de philosophie avec Thomas Cartwright en présence de la reine. Il lui adresse aussi un discours d'adieu en latin au moment de son départ, où elle l'invite à embrasser sa main. Elle lui accorde une pension de 20 £ par an et le titre de « mon savant ». On dit que Cartwright, son opposant dans le duel philosophique, s'est brouillé avec l'église officielle à cause de la grande faveur accordée à son rival. Mais ce ne serait qu'une simple supposition.
Il est le fondé de pouvoir de l'université en 1565. Son nom est associé avec des articles produits en 1569 contre le docteur Philip Baker, recteur de King's College. En 1572, les dirigeants de son collège lui demandent d'étudier le code civil, et quatre ans plus tard, il passe l'examen de Legum Doctor (Doctor of Laws). En 1581, il renonce à son poste à l'université, et semble adhérer au Collège des avocats le 17 mai 1586. En 1584, il est nommé maître de Trinity Hall et le demeure jusqu'à sa mort en 1598 où John Cowell lui succède, et enfin il remplit les fonctions de vice-chancelier de l'université en 1589-90.
Preston meurt le 1er juin 1598, et il est enterré dans la chapelle de Trinity Hall. Sa femme Alice fait poser près de l'autel une plaque de cuivre monumentale, qui porte l'inscription latine ci-dessous, et une effigie de lui grandeur nature dans sa tenue de docteur en droit de l'université de Cambridge.
| Alicia Uxor charissima posuit. Conderis hoc tumulo Thomas Prestone Scholarem, Quem dixit Princeps Elizabetha, Suum, Gens Generosa dedit Nomen, Lancastria Gentem, Agnovit Socium Regia digna Domus, Lauro Doctoris legali Academia donat, Custodem cepit, quae Domus ossa capit, Vir Gravis eloquio et vitae probitate reliquit Terras, at Coeli sydera summa tenent. Junii 1 ano 1598. Aetatis suae 60. | Posé par sa femme bien-aimée, Alice. Dans ce tombeau gît l'universitaire Thomas Preston Qu'Élisabeth Ire avait appelé le sien Le 1er juin 1598, à l'âge de soixante ans. |

## Œuvres

### Cambyses
Preston a été un pionnier de l'art dramatique anglais. Il a publié en 1569 une tragédie, dont le titre complet est A lamentable tragedy mixed ful of pleasant mirth, conteyning the life of Cambises, King of Percia, from the beginning of his kingdome unto his death, his one good deed of execution, after that many wicked deeds and tirannous murders, committed by and through him, and last of all, his odious death by God's justice appointed. Don in such order as followeth. By Thomas Preston (Une tragédie lamentable, agrémentée de plaisantes joyeusetés, retraçant la vie de Cambyses, roi de Perse, depuis le début de son règne jusqu'à sa mort, exécutée à juste titre, après tant de mauvaises actions et de meurtres tyranniques, commis par lui ou par ses ordres, et finalement sa mort odieuse voulue par la justice de Dieu. Écrit dans cet ordre par Thomas Preston.). Il existe deux éditions sans date, une par John Allde, qui obtient l'autorisation d'imprimer en 1569, et une autre par Edward Allde. Cette pièce a été réimprimée dans Origin of the English Drama (tome 1 p. 143) de Thomas Hawkins et dans Old English Drama de Dodsley (ed. Hazlitt, tome 4 p. 157). Au vers 1148, une référence à la mort d'Edmund Bonner, le cruel évêque de Marie Tudor, le 5 septembre 1569, pourrait montrer que la pièce a été produite après cette date. 
| What a king was he that hath used such tiranny ! He was akin to Bishop Bonner, I think verily ! For both their delights was to shed blood, But never intended to doo any good. | Combien un roi tel que lui avait été tyrannique ! Je pense vraiment qu'il était comme l'évêque Bonner Les délices de tous deux étaient de répandre le sang, Et ils n'eurent jamais l'intention de faire le bien. |

Fleay soutient cette hypothèse, expliquant que l'impression de la pièce a pu être faite immédiatement après sa présentation à la cour. Mais certains auteurs (comme Martin Wiggins et Catherine Richardson, ou Line Cottegnies) ne trouvent pas cette mention décisive. John Payne Collier suppose que cette pièce a été écrite sensiblement à la même date que Gorboduc, c'est-à-dire vers 1561-62. Cette opinion est rapportée également par Thomas Hawkins, qui écrit dans la présentation de cette pièce : « Elle a été écrite au début du règne d’Élisabeth, en 1561 selon certains, par Thomas Preston. »

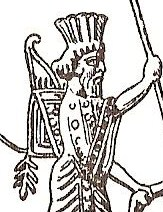
Le roi Cambyses victorieux du pharaon Psammétique III.

Cette pièce fait la transition entre les moralités et le drame historique. S'inspirant de Garden of Wysdom de Richard Taverner, qui rapporte le règne de Cambyses et sa triste fin, Preston illustre le sort des êtres humains et d'un pays tout entier sous le règne d'un tyran. La liste des personnages comprend des figures allégoriques, comme La Cruauté, Le Meurtre ou La Honte, et des personnages historiques, comme Cambyses, roi de Perse ou Sisamnès. La pièce ne compte pas moins de trente-huit personnages, mais la page de titre indique comment les prendre en charge avec seulement huit acteurs.
Le personnage allégorique le plus intéressant dans cette pièce est Le Vice, portant ici le nom d'Ambidexter, en référence à son rôle de fourbe. C'est une figure dépravée, dont le plus grand plaisir est d'inciter les hommes et les femmes à commettre des péchés, qui les conduiront immanquablement en enfer. Commentateur cynique de l'action, il y participe en encourageant les pécheurs potentiels à se damner. C'est pourtant essentiellement un personnage comique, souligné par son accoutrement absurde et inapproprié, portant un vieux carton à chapeau sur la tête et un couvercle de chaudron au côté, et tenant une écumoire en guise d'épée.
Mais l'intrigue est rudimentaire, la caractérisation des personnages sommaire, et le langage grossier même pour l'époque. Les meurtres et les bains de sang abondent. Ainsi le roi Cambyse, pour prouver qu'il n'est pas ivre, tire à l'arc sur un enfant, lui transperçant le cœur en présence de son père horrifié, à qui il fait remettre le cœur en témoignage de son adresse. Les scènes principales sont écrites en heptamètres (quatorze syllabes) avec césure après le quatrième pied, tandis que le personnage comique, Ambidexter, s'exprime en « vers héroïques » irréguliers.
La grandiloquence ampoulée de la pièce devint proverbiale, et on pense que Shakespeare fait allusion à elle quand il fait dire à Falstaff : « Je dois parler avec passion, et je vais le faire à la manière du roi Cambyse (Henry IV (première partie), act. II sc. 4).

### Ballades
Preston a écrit aussi une ballade intitulée A Lamentation from Rome how the Pope doth bewayle the Rebelles in England cannot prevayle. To the tune of « Rowe well, ye mariners » (Une lamentation venant de Rome : comment le pape pleure car les rebelles ne peuvent l'emporter en Angleterre. Sur l'air de « Rowe well, ye mariners », éditée à Londres par William Griffith en 1570; réimprimée dans Old Ballads de Collier. Il nous reste de lui une autre ballade, datée de 1589, intitulée A Ballad from the Countrie, sent to showe how we should Fast this Lente (Une ballade campagnarde envoyée pour montrer comment nous jeûnerons pendant ce carême). Les preuves textuelles de la paternité de Preston dans ces deux ballades sont minces, s'il n'y avait à la fin de chacune la mention « quod Thomas Preston ».
En 1569-70, William Griffith a été autorisé à publier une troisième ballade, qui ne nous est pas parvenue, intitulée A geliflower of swete marygolde, wherein the frutes of tyranny you may beholde.

## Source principale
- Biographie de Thomas Preston

## Éditions modernes deCambyses
- Thomas Wallace Craik, Minor Elizabethan tragedies, nouvelle édition, J. M. Dent & Sons, Londres, 1974,  (ISBN 978-0460104913)
- Edmund Creeth, Tudor plays: an anthology of early English drama, Anchor Books, Garden City, 1966, OCLC 1096820.
- Russel A. Fraser et Norman C. Rabkin, Drama of the English Renaissance, vol. 1 The Tudor period, New York, Macmillan, 1976,  (ISBN 978-0023395819).
- Robert Carl Johnson, A critical edition of Thomas Preston's Cambises, Salzbourg, Institut für Englische Sprache und Literatur, université de Salzbourg, 1975, OCLC 1825901.
- Notices d'autorité :   - VIAF
  - ISNI
  - BnF (données)
  - IdRef
  - LCCN
  - CiNii
  - Israël
  - WorldCat
- Notices dans des dictionnaires ou encyclopédies généralistes :   - Nationalencyklopedin
  - Oxford Dictionary of National Biography
  - Treccani
  - Universalis